# Ring frei (Album)
Ring frei ist das dritte Studioalbum der deutschen Pop-Rock-Sängerin LaFee. Es wurde im Studio „La Hacienda“ auf Ibiza aufgenommen und am 2. Januar 2009 im deutschsprachigen Raum veröffentlicht.

## Entstehung und Artwork
Wie ihre vorherigen zwei Studioalben LaFee und Jetzt erst recht wurde auch Ring frei von Bob Arnz und Gerd Zimmermann produziert. Alle Songtexte wurden von Arnz, Zimmermann und LaFee verfasst. Die Aufnahmen begannen im Juni 2008 und endeten im September desselben Jahres.
Das Plattencover zeigt die Sängerin in einem schwarzen Kleid, welches stark an eines der Kostüme von Jennifer Lopez im Film The Cell angelehnt erscheint, sitzend auf einem Stuhl aus Knochen. Unterhalb LaFees befinden sich das Logo von ihr und das des Albumtitels in goldener Schrift.

## Titelliste
1. Intro (Ring frei) 1:12
2. Ring frei (Album-Version) 3:30
3. Eiskalter Engel 3:52
4. Ein letztes Mal 3:45
5. Scheiss Liebe (Album-Version) 3:41
6. Ich bin ich 4:50
7. Angst 3:10
8. Hand in Hand 4:22
9. Nur das Eine 4:05
10. Lieber Gott 5:22
11. Was hat Sie? 3:50
12. Normalerweise 3:54
13. Danke (2009-Version) 4:20

## Singleauskopplungen
| Jahr | Titel Album   | Höchstplatzierung, Gesamtwochen, AuszeichnungChartplatzierungen (Jahr, Titel, Album, Platzierungen, Wochen, Auszeichnungen, Anmerkungen) | Höchstplatzierung, Gesamtwochen, AuszeichnungChartplatzierungen (Jahr, Titel, Album, Platzierungen, Wochen, Auszeichnungen, Anmerkungen) | Höchstplatzierung, Gesamtwochen, AuszeichnungChartplatzierungen (Jahr, Titel, Album, Platzierungen, Wochen, Auszeichnungen, Anmerkungen) | Anmerkungen                             |
| Jahr | Titel Album   | DE | AT | CH | Anmerkungen                             |
| ---- | ------------- | --- | --- | --- | --------------------------------------- |
| 2008 | Ring frei     | DE22 (10 Wo.)DE | AT31 (8 Wo.)AT | — | Erstveröffentlichung: 21. November 2008 |
| 2009 | Scheiss Liebe | DE44 (7 Wo.)DE | AT63 (2 Wo.)AT | — | Erstveröffentlichung: 6. März 2009      |

## Rezeption

### Charts und Chartplatzierungen
| ChartsChartplatzierungen | Höchstplatzierung | Wochen |
| ------------------------ | ----------------- | ------ |
| Deutschland (GfK)        | 6 (15 Wo.)        | 15     |
| Österreich (Ö3)          | 5 (13 Wo.)        | 13     |
| Schweiz (IFPI)           | 21 (7 Wo.)        | 7      |

### Auszeichnungen für Musikverkäufe
| Land/Region       | Auszeichnungen für Musikverkäufe (Land/Region, Auszeichnung, Verkäufe) | Verkäufe |
| ----------------- | ---------------------------------------------------------------------- | -------- |
| Österreich (IFPI) | Gold                                                                   | 10.000   |
| Insgesamt         | 1× Gold ·                                                              | 10.000   |